# Simone de Oliveira

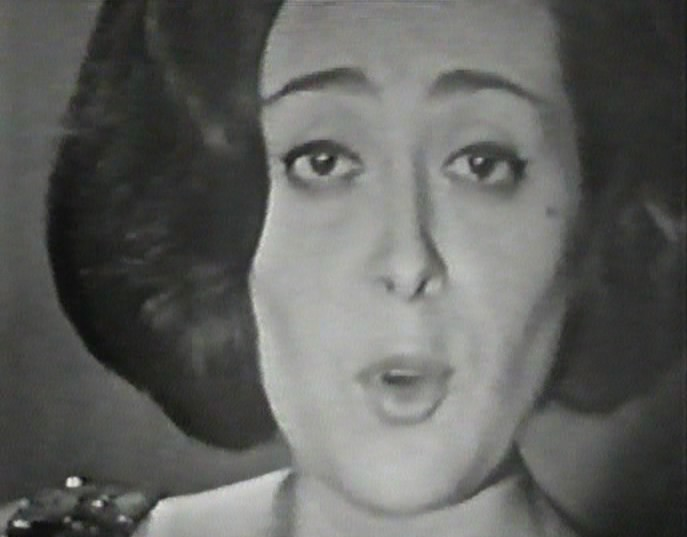
Simone de Oliveira (1965)

Simone de Oliveira (* 11. Februar 1938 in Lissabon) ist eine portugiesische Sängerin sowie Fernseh- und Theaterschauspielerin.

## Leben und Wirken
Ihre Gesangskarriere begann Ende der 1950er Jahre, es erschienen zahlreiche Singles bis Anfang der 1970er Jahre. Auch begann dort ihre Tätigkeit als Schauspielerin am Theater und in einigen Spielfilmen. Als Gewinnerin des Festival da Canção 1965 durfte sie ihr Land beim Gran Premio Eurovisione della Canzone 1965 in Neapel vertreten. Mit dem Schlager Sol de inverno landete sie auf Platz 13. Ihr Sieg beim Festival da Canção 1969 ermöglichte ihr einen zweiten Auftritt beim Eurovision Song Contest. Beim Wettbewerb 1969 in Madrid erreichte sie mit Desfolhada portuguesa trotz des 15. Platzes einen Hit in ihrem Heimatland.
De Oliveira ist vor allen Dingen für ihre Chanson-, Folklore- und Pop-Aufnahmen bekannt. 1984 nahm sie allerdings auch ein Album mit Fado-Liedern auf. Der berühmte Fadista Carlos do Carmo produzierte Mulher, Guitarra für sie.
Ab den 1970er Jahren war de Oliveira in zahlreichen portugiesischen Telenovelas zu sehen und trat auch als Schauspielerin auf, so 2003 als Alma Mahler-Werfel in der Produktion Alma – A Show Biz ans Ende von Joshua Sobol (Regie: Paulus Manker) im Lissaboner Convento dos Inglesinhos.
2015 nahm de Oliveira mit 77 Jahren noch einmal am Festival da Canção teil. Mit À espera das canções überstand sie zunächst das Halbfinale, im Finale musste sie sich aber Leonor Andrade geschlagen geben.
Im Oktober desselben Jahres wurde de Oliveira mit dem Großkreuz des Orden des Infanten Dom Henrique geehrt.